# 2007년 미스코리아
2007년 미스코리아는 2007년 7월 27일을 기하여 서울특별시 종로구 소재한 세종문화회관에서 열린 쉰한번째 미스코리아 선발대회이다. 동아TV으로 중계하였다.

## 입상자
| 대회 |        | 진 (眞)         | 선 (善)                  | 미 (美) |
| ---- | ------ | --------------- | ------------------------ | ------- |
| 본선 | 이지선 | 조은주 · 박가원 | 이진 · 유지은 · 이재아   |         |
| 강원 | 이혜지 | 최한나          | 주진아                   |         |
| 경기 | 오아미 | 한고운          | 이보람                   |         |
| 경남 | 전초롱 | 최지현          | 권혜경                   |         |
| 경북 | 김주연 | 이수지          | 김은혜                   |         |
| 광주 | 심재민 | 홍은주          | 송윤아                   |         |
| 전남 | 심재민 | 홍은주          | 송윤아                   |         |
| 대구 | 이겨레 | 황인혜          | 이은비                   |         |
| 대전 | 곽혜영 | 김민혜          | 조민경                   |         |
| 충남 | 곽혜영 | 김민혜          | 조민경                   |         |
| 부산 | 양민화 | 성주희          | 최윤지                   |         |
| 서울 | 이지선 | 박가원 · 이진   | 박시원 · 유지은 · 유한나 |         |
| 울산 | 허효진 | 김수정          | 강기복                   |         |
| 인천 | 이윤애 | 이슬기          | 강희진                   |         |
| 전북 | 김유미 | 문원영          | 박진희                   |         |
| 제주 | 성민아 | 조은주          | 맹주현                   |         |
| 충북 | 강예솔 | 전소민          | 송명희                   |         |

## 자격 박탈
미스코리아 경북 진 김주연은 미스코리아 미에 당선되었으나 축구 선수 황재원과의 낙태 스캔들로 인해 논란이 되어 미스코리아 자격을 박탈당했다.

## 참가자 사진

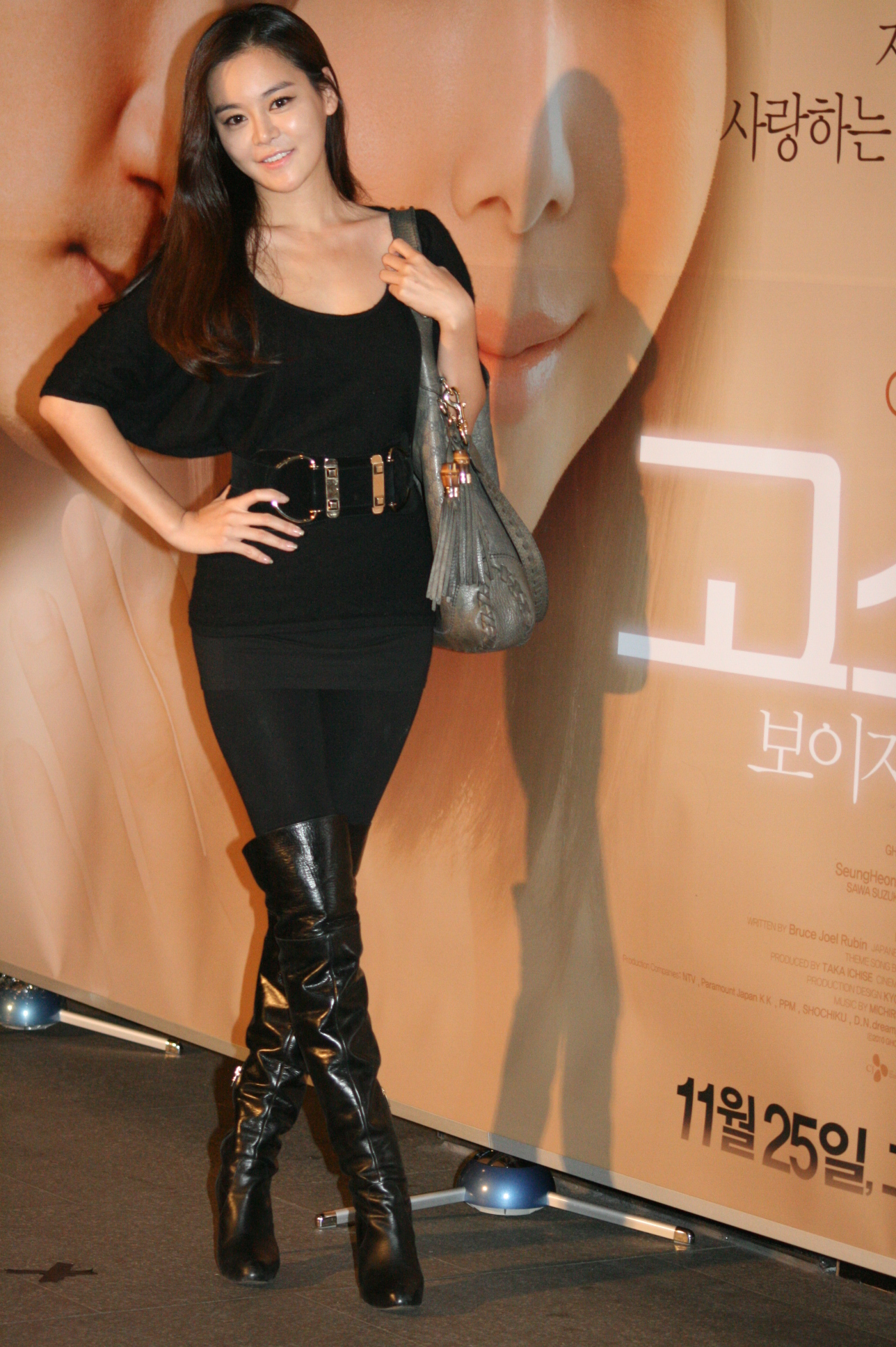
2007년 미스코리아 진 이지선, 미스 서울 진
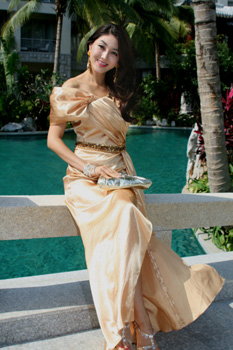
2007년 미스코리아 선 조은주, 미스 제주 선
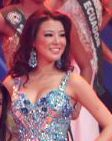
2007년 미스코리아 미 유지은, 미스 서울 미
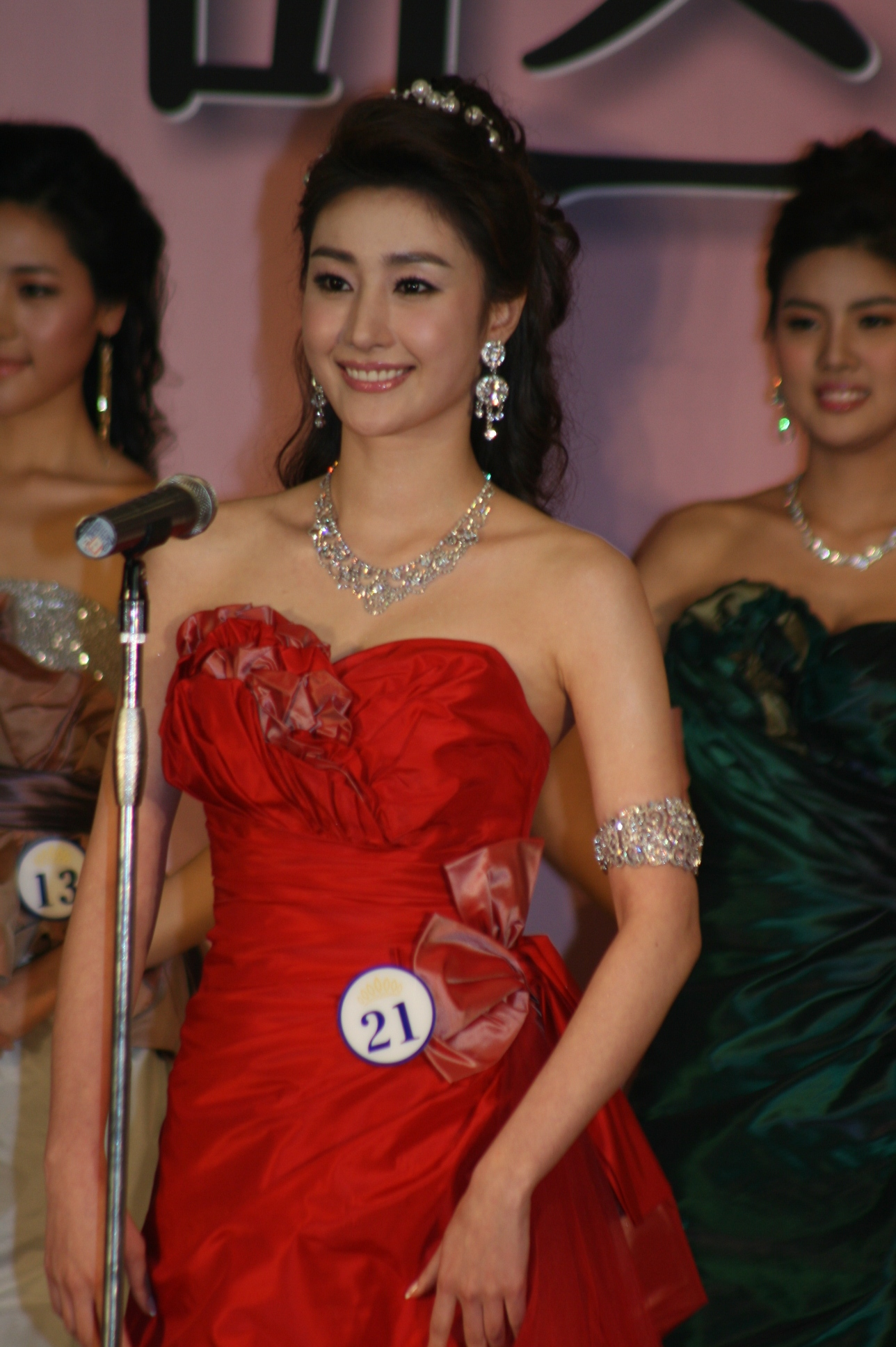
2007년 미스코리아 후보 박시원, 미스 서울 미
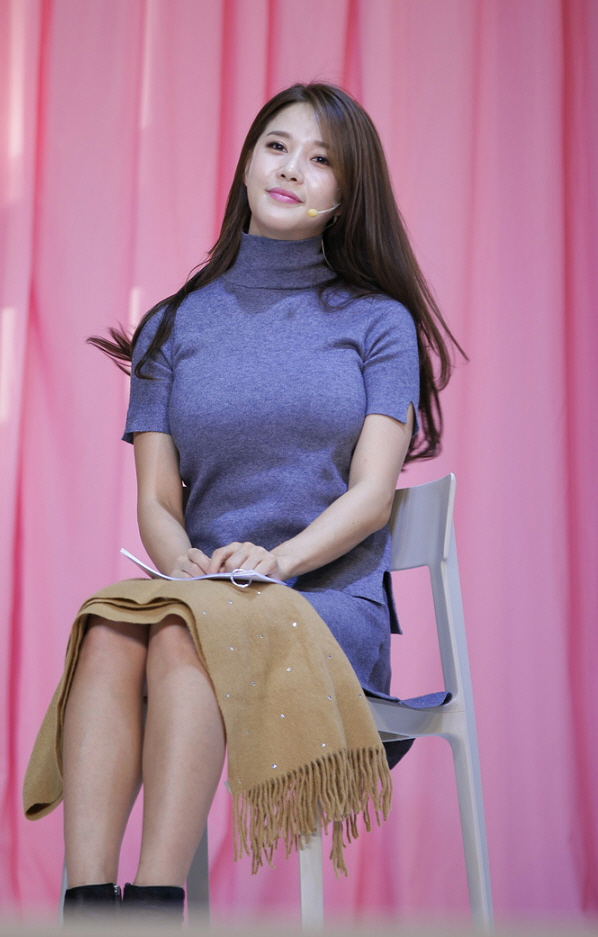
2007년 미스코리아 후보 레이 양(양민화), 미스 부산 진
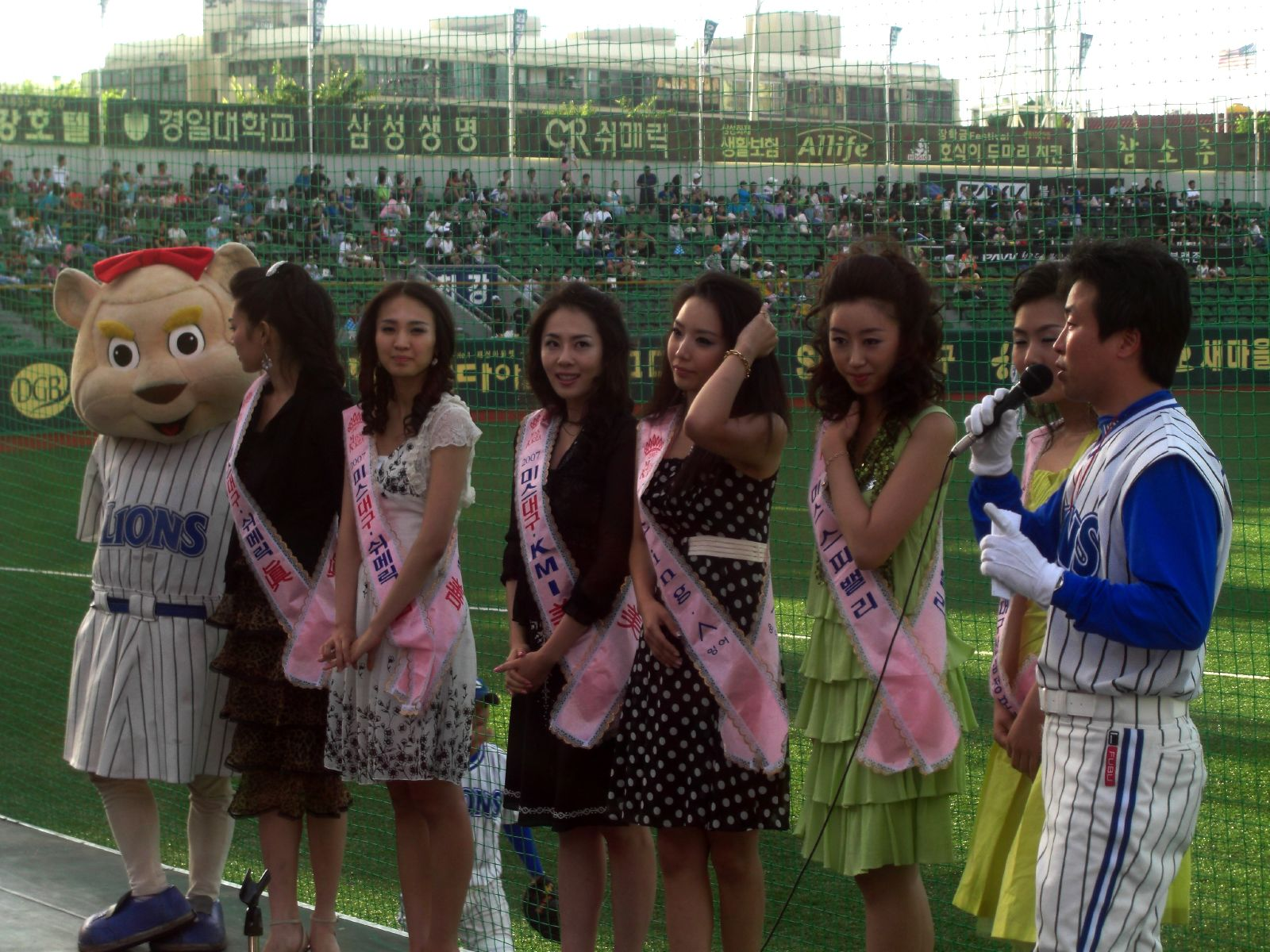
2007년 미스코리아 후보 미스 대구 당선자들